# Га (латиница)
Ƣ, ƣ (га, в Юникоде называется лигатура OI) — буква расширенной латиницы. Обозначает звонкий велярный/увулярный спирант [ɣ~ʁ]. Использовалась в Яналифе для тюркских языков.
В алфавите располагалась между буквами G и H.
В настоящее время её использование приостановлено, и её редко можно найти в шрифтах, так как все языки, использовавшие варианты латиницы с данной буквой, перешли на кириллицу, новый вариант латиницы или ранее использовавшееся арабское письмо (в Китае).
Букву Ƣ можно встретить на банкнотах КНР, выпущенных до 1983 года.

## Юникод
В Юникод буква занесена под неправильным названием latin capital letter oi / latin small letter oi (заглавная/строчная буква латиницы OI), хотя никакого отношения к буквам O или I га не имеет.. Однако согласно политике Юникода однажды присвоенные символам названия больше не меняются, поэтому название символа не было исправлено.
These should have been called letter GHA. They are neither pronounced 'oi' nor based on the letters 'o' and 'i'. Formal aliases correcting these to LATIN CAPITAL LETTER GHA and LATIN SMALL LETTER GHA have been defined.
Unicode Technical Note #27